# Légitime Défense (film, 2011)
Pour les articles homonymes, voir Légitime défense (homonymie).
Pour plus de détails, voir Fiche technique et Distribution.
Légitime Défense est un film policier français, produit par Sombrero Films et réalisé par Pierre Lacan.

## Synopsis
Benoît, éternel adolescent et pourtant père de famille, mène une vie heureuse et sans histoire dans la région du Nord-Pas-de-Calais. Un jour, son père, ancien flic devenu détective privé, est abattu chez lui par un certain Moret. Benoît va découvrir le passé trouble d'un père qu'il croyait connaître. Et, pour la première fois de sa vie, il va devoir se battre pour sauver sa peau et protéger ceux qu'il aime.

## Fiche technique
- Titre : Légitime Défense
- Réalisation : Pierre Lacan
- Scénario : Pierre Lacan d'après le roman Terminus Plage de Alain Wagneur
- Photographie : Philibert Guilbert
- Son : Dimitri Haulet
- Musique originale : Nathaniel Mechaly
- Montage : Andréa Sedlackova
- Montage son : Gert Janssen
- Mixage : Philippe Baudhuin
- Décors : Philippe Van Herwijnen
- Costumes : Anne Fournier
- Production : Alain Benguigui et Thomas Verhaeghe
- Société de production : Sombrero Films
- Coproduction étrangère : Saga film (Belgique)
- Société de distribution : Haut et Court Distribution
- Pays d'origine :  France
- Langue : français
- Genre : policier
- Durée : 86 minutes
- Date de sortie :
  -  France 16 mars 2011

## Distribution
- Jean-Paul Rouve : Benoît
- Claude Brasseur : Vautier
- Olivier Gourmet : Moret
- Marie Kremer : Jessica
- Gilles Cohen : Zamanski
- Bess Limani : Dragan

## Distinctions
- 2012 : nomination meilleure actrice dans un second rôle aux Magritte du cinéma pour Marie Kremer